# Форт Смит (регија)
Форт Смит (регија) (енгл. Fort Smith Region, Northwest Territories) је био бивши одсек за попис становништва Канаде, један од два на северозападним територијама Канаде. Регион је укинут на попису из 2011. године, заједно са другом пописном поделом региона Инувик, а копнена површина северозападних територија подељена је на нове пописне јединице под називом Регион 1, Регион 2, Регион 2, Регион 4, Регион 5, Регион 6.
Његова бивша територија покривала је све данашње Регије 3 до 6, као и део Регије 2. На пример, њена граница са старом Регијом Инувик ишла је кроз центар Великог медвеђег језера, које је сада у потпуности у оквиру садашњег региона 2.
У овом региону је живело више од 77 одсто становништва и налазило се више од 54 одсто копнене површине северозападних територија. Његов главни економски центар био је територијални главни град Јелоунајф, у њему се налазио и град Форт Смит. По попису из 2006. године јимао је популацију од 32.272 становника који су живели на површини од 618.619,7 km2 (238.850,4 sq mi).

## Насеља
- Град
  - Јелоунајф
- Градови
  - Форт Смит
  - Хај Ривер
- Село
  - Форт Симпсон
- Насеља
  - Форт Лиард
  - Форт Провиденс
  - Бечоко
  - Вати
- Насеља
  - Дета
  - Ентерпрајз
  - Форт Резолушн
  - Ривер Жан Мари
  - Какиса
  - Лутселке
  - Нахани Буте
  - Гамети
  - Форт Релианце
  - Самба Ке
  - Виквити
  - Вригли
- Индијски резервати
  - Резерват Хеј Ривер (Хеј ривер Дене)
  - Прва нација Салт Ривер